# Кувана (княжество)
Княжество Кувана (яп. 桑名藩 Кувана-хан) — феодальное княжество (хан) в Японии периода Эдо (1601—1871). Кувана-хан располагался в провинции Исэ (современная префектура Миэ) на острове Хонсю.

## История
Административный центр княжества: Замок Кувана в городе Кувана (провинция Исэ).
Доход хана:
- 1601—1616 годы — 100 000 коку риса
- 1616—1710 годы — 110 000 коку риса
- 1710—1823 годы — 100 000 коку риса
- 1823—1871 годы — 113 000 коку риса

В периоды Хэйан и Муромати современный город Кувана был известен как Дзюраку-но дну (十楽の津), крупный морской порт на восточном побережье Японии, контролируемый гильдией купцов. Поэт Сохо описал его в 1515 году как большой город, имевший более тысячи домов, а также храмы и гостиницы.
В период Сэнгоку Кувана перешла под контроль Ода Нобунаги, который назначил правителем города своего военачальника Такигава Кадзумасу. После смерти Оды Нобунаги территория города перешла под контроль Тоётоми Хидэёси, который назначил правителем провинции Исэ Оду Нобукацу, второго сына Нобунаги. В 1590 году Тоётоми Хидэёси лишил Оду Нобукацу его владений. Провинция Исэ была разделена на несколько уделов. Правителем Куваны был назначен Хитоцуянаги Наомори. В 1595 году поместье Кувана была передана во владение Удзииэ Юкихиро с доходом 22 000 коку. В 1600 году он перешел на сторону Исиды Мицунари и сражался в битве при Сэкигахара против Токугава Иэясу, который лишил за это его владений.
В январе 1601 года Хонда Тадакацу, один из главных генералов Токугава Иэясу, был назначен даймё Кувана-хана с доходом 100 000 коку риса. Сёгунат признавал стратегическое значение Куваны как крупного города и морского порта, а также в качестве почтовой станции между Эдо и Киото. В 1609 году Кувана-хан унаследовал от отца его сын Хонда Тадамаса, который отличился во время осакской кампании 1614—1615 годов и в 1616 году был переведен из Куваны в более прибыльный Химэдзи-хан.
В 1616 году Кувана-хан был передан во владение Мацудайре Садакацу, сводному брату Токугава Иэясу. Его потомки (ветвь Хисамацу) правили в княжестве до 1710 года, когда их перевели в Такада-хан в провинции Этиго. В том же году Кувана-хан был передан даймё Мацудайре Тадамасе, представителю ветви Окудайра, потомки которого владели княжеством до 1823 года. В этом году княжество было возвращено ветви Хисамацу, которая владели уделом до конца сёгуната Токугава.
Мацудайра Садааки (1847—1908), правитель Кувана-хана (1859—1868), служил последним сосидаем (магистратом) Киото (1864—1867) и поддерживал своего брата Мацудайру Катамори, даймё Айдзу-хана. Во время Войны Босин (1868—1869) он сражался на стороне сёгуната Токугава против императорской армии, после падения республики Эдзо в 1869 году капитулировал и был заключен в тюрьму, откуда его освободили в 1872 году.
Мацудайра Саданори (1857—1899), последний князь Кувана-хана (1869—1871), приёмный сын Садааки, был ещё ребёнком во время гражданской войны. Он сдал без боя свой замок Кувана силам союза Саттё. Позднее Саданори получил образование в США, вошёл в состав правительства Мэйдзи и был назначен японским послом в Италии. Мацудайра Саданори был причислен к кадзоку и получил титул виконта.
В июле 1871 года после ликвидации системы ханов в Японии княжество Кувана было переименовано в префектуру Кувана, которая позднее стала частью префектуры Миэ.

## Правители княжества
- Хонда, 1601—1616 (фудай-даймё)

| № | Имя            | Имя      | Годы правления | Годы жизни  | Примечания                            |
| - | -------------- | -------- | -------------- | ----------- | ------------------------------------- |
| 1 | Хонда Тадакацу | 本多忠勝 | 1601 — 1609    | 1548 — 1610 | Сын самурая Хонды Тадатаки            |
| 2 | Хонда Тадамаса | 本多忠政 | 1609 — 1616    | 1575 — 1638 | Старший сын и преемник Хонды Тадакацу |

- Мацудайра (ветвь Хисамацу), 1616—1710 (симпан-даймё)

| № | Имя                | Имя      | Годы правления | Годы жизни  | Примечания                                                 |
| - | ------------------ | -------- | -------------- | ----------- | ---------------------------------------------------------- |
| 1 | Мацудайра Садакацу | 久松定勝 | 1616 — 1624    | 1560 — 1624 | Сводный брат первого сёгуна Токугава Иэясу                 |
| 2 | Мацудайра Садаюки  | 久松定行 | 1624 — 1635    | 1587 — 1668 | Второй сын и преемник Мацудайры Садакацу                   |
| 3 | Мацудайра Садацуна | 松平定綱 | 1635 — 1651    | 1592 — 1652 | Третий сын Мацудайры Садакацу                              |
| 4 | Мацудайра Садаёси  | 松平定良 | 1652 — 1657    | 1632 — 1657 | Второй сын и преемник Мацудайра Садацуна                   |
| 5 | Мацудайра Садасигэ | 松平定重 | 1657 — 1710    | 1644 — 1717 | Третий сын Мацудайры Садаёри, усыновлен Мацудайрой Садаёси |

- Мацудайра (ветвь Окудайра), 1710—1823 (фудай-даймё)

| № | Имя                | Имя      | Годы правления | Годы жизни  | Примечания                                                                         |
| - | ------------------ | -------- | -------------- | ----------- | ---------------------------------------------------------------------------------- |
| 1 | Мацудайра Тадамаса | 松平忠雅 | 1710 — 1746    | 1683 — 1746 | Сын Мацудайры Сэики, усыновлен Мацудайрой Тадахиро, даймё Сиракава-хана            |
| 2 | Мацудайра Тадатоки | 松平忠刻 | 1746 — 1771    | 1718 — 1783 | Второй сын и преемник Мацудайры Тадамасы                                           |
| 3 | Мацудайра Тадахира | 松平忠啓 | 1771 — 1786    | 1747 — 1787 | Второй сын Мацудайры Тадатоки                                                      |
| 4 | Мацудайра Тадакацу | 松平忠功 | 1787 — 1793    | 1756 — 1830 | Сын Токугавы Мунэмасы, даймё Кисю-хана, усыновлен Мацудайрой Тадахирой             |
| 5 | Мацудайра Тадатомо | 松平忠和 | 1793 — 1802    | 1759 — 1802 | Сын Токугавы Мунэмасы, даймё Кисю-хана, младший брат и преемник Мацудайры Тадакацу |
| 6 | Мацудайра Тадасукэ | 松平忠翼 | 1802 — 1821    | 1780 — 1821 | Второй сын Ии Акиры, даймё Ёита-хана, усыновлён Мацудайрой Тадатомо                |
| 7 | Мацудайра Тадатака | 松平忠堯 | 1821 — 1823    | 1801 — 1864 | Старший сын и преемник Мацудайры Тадасукэ                                          |

- Мацудайра (ветвь Хисамацу), 1823—1871 (симпан-даймё)

| № | Имя                 | Имя      | Годы правления | Годы жизни  | Примечания                                                                      |
| - | ------------------- | -------- | -------------- | ----------- | ------------------------------------------------------------------------------- |
| 1 | Мацудайра Саданага  | 松平定永 | 1823 — 1838    | 1791 — 1838 | Старший сын Мацудайра Саданобу, даймё Сиракава-хана                             |
| 2 | Мацудайра Садакадзу | 松平定和 | 1838 — 1841    | 1812 — 1841 | Старший сын и преемник Мацудайры Саданаги                                       |
| 3 | Мацудайра Садамити  | 松平定猷 | 1842 — 1859    | 1834 — 1859 | Сын Мацудайры Садакадзу                                                         |
| 4 | Мацудайра Садааки   | 松平定敬 | 1859 — 1868    | 1847 — 1908 | Восьмой сын Мацудайры Ёситацу, даймё Такасу-хана, усыновлен Мацудайрой Садамити |
| 5 | Мацудайра Саданори  | 松平定教 | 1869 — 1871    | 1857 — 1899 | Старший сын Мацудайры Садамити, усыновлен Мацудайрой Садааки                    |